# Джефферсон (округ Вернон, Вісконсин)
Джефферсон (англ. Jefferson) — місто (англ. town) в США, в окрузі Вернон штату Вісконсин. Населення — 1270 осіб (2020).

## Демографія
Згідно з переписом 2010 року, у місті мешкали 1143 особи в 430 домогосподарствах у складі 323 родин. Було 484 помешкання
Расовий склад населення:
| - 97,3 % — білих - 0,5 % — чорних або афроамериканців - 0,3 % — корінних американців - 0,1 % — азіатів |

До двох чи більше рас належало 1,7 %. Частка іспаномовних становила 0,6 % від усіх жителів.
За віковим діапазоном населення розподілялося таким чином: 28,3 % — особи молодші 18 років, 57,4 % — особи у віці 18—64 років, 14,3 % — особи у віці 65 років та старші. Медіана віку мешканця становила 40,5 року. На 100 осіб жіночої статі у місті припадало 110,5 чоловіків;  на 100 жінок у віці від 18 років та старших — 111,6 чоловіків також старших 18 років.
Середній дохід на одне домашнє господарство  становив 75 154 долари США (медіана — 63 125), а середній дохід на одну сім'ю — 85 779 доларів (медіана — 70 500). Медіана доходів становила 45 000 доларів для чоловіків та 32 308 доларів для жінок. За межею бідності перебувало 5,2 % осіб, у тому числі 4,3 % дітей у віці до 18 років та 7,7 % осіб у віці 65 років та старших.
Цивільне працевлаштоване населення становило 506 осіб. Основні галузі зайнятості: освіта, охорона здоров'я та соціальна допомога — 32,2 %, сільське господарство, лісництво, риболовля — 12,8 %, роздрібна торгівля — 10,9 %, виробництво — 9,3 %.